# Rally de Noia de 2018
El Rally de Noia de 2018 fue la 34.ª edición y la segunda ronda de la temporada 2018 del campeonato de Galicia de Rally. Se celebró del 14 al 15 de mayo y contó con un itinerario de nueve tramos que sumaban un total de 113,70 km cronometrados.
La lucha por la victoria se centró entre Iago Caamaño y Víctor Senra (ambos con sendos Ford Fiesta R5) en un rally que contó con la presencia de la niebla en el primer tramo del sábado y luego la lluvia hizo acto de presencia en los últimos tramos. Iago fue el más rápido en cinco de los ocho tramos disputados ya que el sexto (Stark) se neutralizó por motivos de seguridad. Además un accidente en el cuarto tramo Abrahan Vázquez a bordo de un Citroën C2 tuvo un accidente que bloqueó la carretera lo que, sumado a los accidentes de la mañana, retrasaron el rally más de media hora. En el último tramo Caamaño marchaba con una diferencia de cuarenta segundos, ante lo que no pudo hacer ya nada Víctor Senra por evitar la victoria de Caamaño, la primera en su carrera deportiva, que además le permitía situarse líder provisional del campeonato gallego. Senra fue segundo y tercero, más distanciado Alberto Meira.

## Itinerario
| Día   | Tramo | Nombre          | Distancia | Hora  | Ganador      | Tiempo    | Líder        |
| ----- | ----- | --------------- | --------- | ----- | ------------ | --------- | ------------ |
| Día 1 | TC1   | El Jaime        | 1,40 km   | 20:00 | Víctor Senra | 1:17.634  | Víctor Senra |
| Día 2 | TC2   | Neumáticos Tino | 10,50 km  | 08:08 | Iago Caamaño | 6:13.105  | Iago Caamaño |
| Día 2 | TC3   | Senra Sport     | 16,45 km  | 09:01 | Víctor Senra | 9:26.152  | Iago Caamaño |
| Día 2 | TC4   | Neumáticos Tino | 10,50 km  | 11:17 | Iago Caamaño | 6:14.311  | Iago Caamaño |
| Día 2 | TC5   | Senra Sport     | 16,45 km  | 12:10 | Víctor Senra | 9:19.619  | Iago Caamaño |
| Día 2 | TC6   | Stark           | 12,00 km  | 16:33 | Cancelado    | Cancelado | Iago Caamaño |
| Día 2 | TC7   | Pavimentos Noia | 17,20 km  | 17:26 | Iago Caamaño | 9:06.649  | Iago Caamaño |
| Día 2 | TC8   | Stark           | 12,00 km  | 19:34 | Iago Caamaño | 7:13.486  | Iago Caamaño |
| Día 2 | TC9   | Pavimentos Noia | 17,20 km  | 20:27 | Iago Caamaño | 10:06.762 | Iago Caamaño |

## Clasificación final
| Pos. | Piloto                    | Copiloto                   | Automóvil                | Tiempo    | Diferencia |
| ---- | ------------------------- | -------------------------- | ------------------------ | --------- | ---------- |
| 1.   | Iago Caamaño              | Alberto Rodríguez González | Ford Fiesta R5           | 58:58.0   | 0.0        |
| 2.   | Víctor Senra              | David Vázquez Liste        | Ford Fiesta R5           | 1:00:06.8 | +1:08.8    |
| 3.   | Alberto Meira             | José Murado                | Mitsubishi Lancer Evo X  | 1:01:32.7 | +2:34.7    |
| 4.   | David González Gil        | Gustavo Piris              | Škoda Fabia S2000        | 1:03:00.3 | +4:02.3    |
| 5.   | Ricardo Costa             | Daniel Vilaça Rui          | Citroën DS3 R5           | 1:03:05.7 | +4:07.7    |
| 6.   | Javier Martínez Carracedo | Marcos Fernández Domínguez | Renault 5 GT Turbo       | 1:04:50.0 | +5:52.0    |
| 7.   | Tino Iglesias             | Jorge Iglesias             | Ford Fiesta N5           | 1:05:04.2 | +6:06.2    |
| 8.   | Álvaro Pérez Abeijón      | Brais Mirón                | Citroën C2 GT            | 1:05:12.4 | +6:14.4    |
| 9.   | Luis Penido               | Ricardo Cuesta Grandio     | Mitsubishi Lancer Evo VI | 1:05:13.9 | +6:15.9    |
| 10.  | Jorge Pérez Oliveira      | Juan Gándara               | Renault Clio R3 Maxi     | 1:06:07.7 | +7:09.7    |